# Lista de aeroportos e aeródromos da Catalunha
Esta é uma lista dos principais aeroportos e aeródromos da Catalunha.
| Nome                                      | Tipo                                       | Cidade                 | Província | Gestão                                                         | ICAO | IATA | Pistas | Página web   |
| ----------------------------------------- | ------------------------------------------ | ---------------------- | --------- | -------------------------------------------------------------- | ---- | ---- | ------ | ------------ |
| Josep Tarradellas Barcelona-El Prat       | Aeroporto internacional                    | El Prat de Llobregat   | Barcelona | AENA                                                           | LEBL | BCN  | 3      | Site oficial |
| Girona-Costa Brava                        | Aeroporto internacional                    | Vilobí d'Onyar         | Girona    | AENA                                                           | LEGE | GRO  | 1      | Site oficial |
| Aeroporto de Reus                         | Aeroporto internacional                    | Reus                   | Tarragona | AENA                                                           | LERS | REU  | 1      | Site oficial |
| Aeroporto de Sabadell                     | Aeroporto internacional sem voos regulares | Sabadell               | Barcelona | AENA                                                           | LELL | QSA  | 1      | Site oficial |
| Aeroporto de Lérida-Alguaire              | Aeroporto internacional                    | Alguaire               | Lérida    | Aeroports de Catalunya                                         | ILD  | LEDA | 1      | Site oficial |
| Andorra-La Seu d'Urgell                   | Aeroporto internacional (Espaço Schengen)  | Montferrer i Castellbò | Lérida    | Aeroports de Catalunya                                         | LESU | LEU  | 1      | Site oficial |
| Aeródromo de Calaf-Sallavinera            | Aeródromo privado                          | Calaf                  | Barcelona | Juan Lladó Casanovas                                           | LECF |      | 1      |              |
| Aeródromo de Igualada-Òdena General Vives | Aeródromo privado                          | Òdena                  | Barcelona | Consorci Ajuntament Igualada-Òdena                             | LEIG |      | 1      |              |
| Aeródromo de Manresa                      | Aeródromo privado                          | Sant Fruitós de Bages  | Barcelona | Ramón Pujol Roca e Manuel Pujol Roca                           | LEMS |      | 1      |              |
| Aeródromo de Empuriabrava                 | Aeródromo privado                          | Castelló d'Empúries    | Girona    | Fórmula i Propietats, SA                                       | LEAP |      | 1      | Site oficial |
| Aeródromo de La Cerdanya                  | Aeródromo privado                          | Fontanals de Cerdanya  | Girona    | Consórcio Paritari Generalitat/Consell Comarcal de La Cerdanya | LECD |      | 1      | Site oficial |